# أرتورو أليساندري بيسا
أرتورو أليساندري بيسا (31 أكتوبر 1923 - 13 يوليو 2022)، هو محامي ورجل أعمال وسياسي من تشيلي. كان عضوًا في مجلس نواب تشيلي وكذلك عضوًا في مجلس الشيوخ، كما كان مرشحًا لرئاسة تشيلي في انتخابات 1993. هو حفيد أرتورو أليساندري بالما رئيس تشيلي من 1920 إلى 1925 ومن 1932 إلى 1938. كان عمه خورخي ألساندري رئيس تشيلي من 1958 إلى 1964.